# 門羅縣 (紐約州)
門羅縣（英語：Monroe County）是位於美国纽约州西部的一個縣，北傍安大略湖，面積3,537平方公里。根据美国人口普查局2022年估计，共有人口73萬5,343人。县治羅徹斯特。該縣成立於1821年，縣名是紀念第五任美国总统詹姆斯·门罗。